# Йоанис Иконому Папапавлу
Йоанис Иконому Папапавлу (на гръцки: Ιωάννης Οικονόμου Παπαπαύλου) е гръцки революционер, деец на Гръцката въоръжена пропаганда в Македония.

## Биография
Роден е в Луково, тогава в Османската империя, днес Таксиархис, Гърция. В 1905 година заминава за Солун, където се координира с гръцкото посолство и с офицер Димитрос Какавос за започване на въоръжени действия. Така Йоанис се включва в гръцката въоръжена пропаганда в Македония. В периода 1905 - 1906 година действа в района на Ениджевардарското езеро срещу Апостол войвода. В 1907 година се връща на Халкидики и се включва във въоръжената част на Георгиос Янглис. Йоанис Папапавлу оглавява самостоятелна чета, с която действа в районите на Лъгадина, Кушница и Бешичкото езеро. След принудителното заминаване на Янглис в Атина поради съображения за сигурност, в началото на лятото на 1907 година Йоанис Папапавлу поема ръководството на четата му и си сътрудничи със Стерьос Влахвеис. Папапавлу е убит на 18 юли 1909 година в Луково.